# Giennadij Zabielin
Giennadij Stiepanowicz Zabielin, ros. Геннадий Степанович Забелин (ur. 5 stycznia 1926 w Irkucku; zm. 8 października 1998 w Moskwie) – rosyjski piłkarz grający na pozycji obrońcy, trener piłkarski.

## Kariera piłkarska
Wychowanek Lokomotiwu Krasnojarsk. Po ataku Niemiec na ZSRR jako absolwent Szkoły Kolejowej został skierowany na front, gdzie w remontował wagony i lokomotywy, które często były pod ostrzałem wroga. Rozpoczął wojnę w Stalingradzie, a zakończył we Wrocławiu.
Po zakończeniu wojny wyjechał do Moskwy, gdzie rozpoczął studia w Moskiewskim Awiacyjnym Instytucie. Również bronił barw studenckiej drużyny oraz amatorskich drużyn Kolei Riazańskiej. W 1947 rozpoczął karierę piłkarską w drużynie Lokomotiw Moskwa. W 1953-1955 był wybrany na kapitana drużyny. W 1959 zakończył karierę piłkarską.

## Kariera trenerska
Po zakończeniu kariery piłkarskiej rozpoczął pracę szkoleniowca. Na początku 1961 stał na czele Metałurha Dniepropetrowsk, którym kierował do lipca 1961. W 1962 roku prowadził Zienit Iżewsk, po czym wrócił do Moskwy, gdzie trenował różne amatorskie i juniorskie zespoły reprezentujące towarzystwo sportowe Lokomotiw.
Od 1969 do 1972 pracował jako trener wydziału futbolu Centralnej Szkoły Sportowej Ministerstwa Dróg Połączeniowych ZSRR. W czerwcu 1972 został dyrektorem wydziału futbolu amatorskiego Zarządu Futbolu Komitetu Sportowego ZSRR. W 1976-1981 pracował jako wicedyrektor Szkoły Piłkarskiej Lokomotiw Moskwa, a od 1982 do 1991 kierował Szkołą jako dyrektor. Również obejmował stanowisko Przewodniczącego Komitetu Juniorskiej Piłki Nożnej Federacji Futbolu Rosji. Od 1994 pracował jako odpowiedzialny sekretarz w nowo utworzonej Rosyjskiej Lidze Sportowej dla dzieci.
8 października 1998 zmarł w Moskwie w wieku 72 lat.

## Sukcesy i odznaczenia

### Sukcesy piłkarskie
Lokomotiw Moskwa
- zdobywca Pucharu ZSRR: 1957

### Sukcesy indywidualne
- wybrany do listy 33 najlepszych piłkarzy ZSRR: Nr 3 (1952)

### Odznaczenia
- tytuł Mistrza Sportu ZSRR
- tytuł Zasłużonego Trenera Rosji